# Caribbean Club Championship 2022
Caribbean Club Championship 2022 var den tjugofjärde och sista säsongen av Caribbean Club Championship, Karibiens största fotbollsturnering, turneringen ersattes av Concacaf Caribbean Cup till 2023. Turneringen hölls mellan 13 och 22 maj 2022 i Dominikanska republiken. Turneringen vanns av Violette från Haiti som kvalificerade sig för Concacaf Champions League 2023

## Gruppspel

### Grupp A
| Nr | Lag      | S | V | O | F | GM | IM | MS | P |
| -- | -------- | - | - | - | - | -- | -- | -- | - |
| 1  | Cibao    | 2 | 1 | 1 | 0 | 6  | 3  | +3 | 4 |
| 2  | Violette | 2 | 1 | 0 | 1 | 3  | 5  | −2 | 3 |
| 3  | Cavalier | 2 | 0 | 1 | 1 | 5  | 6  | −1 | 1 |

|             | 13 maj 2022 | Cibao                                                       | 3 – 0           | Violette | Estadio Cibao FC                      |                                       |
| 20:00 UTC−4 | 20:00 UTC−4 | Herold Charles 9′ Christian Alba Nievas 57′ Yohan Parra 76′ | (1 – 0) Rapport |          | Santiago Domare: Reon Radix (Grenada) | Santiago Domare: Reon Radix (Grenada) |
| 20:00 UTC−4 | 20:00 UTC−4 |                                                             |                 |          | Santiago Domare: Reon Radix (Grenada) | Santiago Domare: Reon Radix (Grenada) |
| 20:00 UTC−4 | 20:00 UTC−4 |                                                             |                 |          | Santiago Domare: Reon Radix (Grenada) | Santiago Domare: Reon Radix (Grenada) |

|             | 15 maj 2022 | Violette                                      | 3 – 2           | Cavalier                | Estadio Cibao FC                      |                                       |
| 17:00 UTC−4 | 17:00 UTC−4 | Elyvens Dejean 25′, 71′ Kerlins Georges 45+7′ | (2 – 1) Rapport | 3′, 63′ Ronaldo Webster | Santiago Domare: Alex Chilowicz (USA) | Santiago Domare: Alex Chilowicz (USA) |
| 17:00 UTC−4 | 17:00 UTC−4 |                                               |                 |                         | Santiago Domare: Alex Chilowicz (USA) | Santiago Domare: Alex Chilowicz (USA) |
| 17:00 UTC−4 | 17:00 UTC−4 |                                               |                 |                         | Santiago Domare: Alex Chilowicz (USA) | Santiago Domare: Alex Chilowicz (USA) |

|             | 17 maj 2022 | Cibao                                                  | 3 – 3           | Cavalier                                            | Estadio Cibao FC                           |                                            |
| 17:00 UTC−4 | 17:00 UTC−4 | Juan David Díaz 52′ Dairín González 68′ Erick Japa 74′ | (0 – 2) Rapport | 29′, 63′ Dwayne Atkinson 37′ (sjm.) Óscar Florencio | Santiago Domare: Melvin Herrera (Honduras) | Santiago Domare: Melvin Herrera (Honduras) |
| 17:00 UTC−4 | 17:00 UTC−4 |                                                        |                 |                                                     | Santiago Domare: Melvin Herrera (Honduras) | Santiago Domare: Melvin Herrera (Honduras) |
| 17:00 UTC−4 | 17:00 UTC−4 |                                                        |                 |                                                     | Santiago Domare: Melvin Herrera (Honduras) | Santiago Domare: Melvin Herrera (Honduras) |

### Grupp B
| Nr | Lag                | S | V | O | F | GM | IM | MS | P |
| -- | ------------------ | - | - | - | - | -- | -- | -- | - |
| 1  | Waterhouse         | 2 | 1 | 1 | 0 | 2  | 0  | +2 | 4 |
| 2  | Atlético Vega Real | 2 | 1 | 1 | 0 | 2  | 1  | +1 | 4 |
| 3  | Arcahaie           | 2 | 0 | 0 | 2 | 1  | 4  | −3 | 0 |

|       | 13 maj 2022 | Atlético Vega Real                   | 2 – 1           | Arcahaie               | Estadio Cibao FC                                        |                                                         |
| UTC−4 | UTC−4       | Gerald Gedna 21′ Jarol Herrera 45+1′ | (1 – 0) Rapport | 65′ Lelwalny Bien-Aime | Santiago Domare: Ken Pennyfeather (Antigua och Barbuda) | Santiago Domare: Ken Pennyfeather (Antigua och Barbuda) |
| UTC−4 | UTC−4       |                                      |                 |                        | Santiago Domare: Ken Pennyfeather (Antigua och Barbuda) | Santiago Domare: Ken Pennyfeather (Antigua och Barbuda) |
| UTC−4 | UTC−4       |                                      |                 |                        | Santiago Domare: Ken Pennyfeather (Antigua och Barbuda) | Santiago Domare: Ken Pennyfeather (Antigua och Barbuda) |

|             | 15 maj 2022 | Arcahaie | 0 – 2           | Waterhouse                        | Estadio Cibao FC                               |                                                |
| 20:00 UTC−4 | 20:00 UTC−4 |          | (0 – 1) Rapport | 23′ Andre Moulton 79′ Devroy Grey | Santiago Domare: Benjamín Whitty (Caymanöarna) | Santiago Domare: Benjamín Whitty (Caymanöarna) |
| 20:00 UTC−4 | 20:00 UTC−4 |          |                 |                                   | Santiago Domare: Benjamín Whitty (Caymanöarna) | Santiago Domare: Benjamín Whitty (Caymanöarna) |
| 20:00 UTC−4 | 20:00 UTC−4 |          |                 |                                   | Santiago Domare: Benjamín Whitty (Caymanöarna) | Santiago Domare: Benjamín Whitty (Caymanöarna) |

|             | 17 maj 2022 | Atlético Vega Real | 0 – 0   | Waterhouse | Estadio Cibao FC                                               |                                                                |
| 20:00 UTC−4 | 20:00 UTC−4 |                    | Rapport |            | Santiago Domare: Moeth Gaymes (Saint Vincent och Grenadinerna) | Santiago Domare: Moeth Gaymes (Saint Vincent och Grenadinerna) |
| 20:00 UTC−4 | 20:00 UTC−4 |                    |         |            | Santiago Domare: Moeth Gaymes (Saint Vincent och Grenadinerna) | Santiago Domare: Moeth Gaymes (Saint Vincent och Grenadinerna) |
| 20:00 UTC−4 | 20:00 UTC−4 |                    |         |            | Santiago Domare: Moeth Gaymes (Saint Vincent och Grenadinerna) | Santiago Domare: Moeth Gaymes (Saint Vincent och Grenadinerna) |

## Slutspel

### Slutspelsträd
|  | Semifinaler        | Semifinaler     |       |                           | Final       | Final |  |
|  |                    |                 |       |                           |             |       |  |
|  | 19 maj 2022        |                 |       |                           |             |       |  |
|  | Cibao              | 1               |       |                           |             |       |  |
|  | Atlético Vega Real | 0               |       |                           |             |       |  |
|  |                    |                 |       |                           |             |       |  |
|  |                    |                 |       |                           | 22 maj 2022 |       |  |
|  |                    |                 |       |                           | Cibao       | 0 (3) |  |
|  |                    | Violette (str.) | 0 (4) |                           |             |       |  |
|  |                    |                 |       |                           |             |       |  |
|  |                    |                 |       |                           |             |       |  |
|  |                    |                 |       |                           | Bronsmatch  |       |  |
|  | 19 maj 2022        | 19 maj 2022     |       | 22 maj 2022               | 22 maj 2022 |       |  |
|  | Waterhouse         | 1               |       | Atlético Vega Real (str.) | 1 (3)       |       |  |
|  | Violette           | 3               |       |                           | Waterhouse  | 1 (1) |  |

### Semifinaler
|             | 19 maj 2022 | Cibao              | 1 – 0           | Atlético Vega Real | Estadio Cibao FC                      |                                       |
| 17:00 UTC−4 | 17:00 UTC−4 | Herold Charles 12′ | (1 – 0) Rapport |                    | Santiago Domare: Alex Chilowicz (USA) | Santiago Domare: Alex Chilowicz (USA) |
| 17:00 UTC−4 | 17:00 UTC−4 |                    |                 |                    | Santiago Domare: Alex Chilowicz (USA) | Santiago Domare: Alex Chilowicz (USA) |
| 17:00 UTC−4 | 17:00 UTC−4 |                    |                 |                    | Santiago Domare: Alex Chilowicz (USA) | Santiago Domare: Alex Chilowicz (USA) |

|             | 19 maj 2022 | Waterhouse       | 1 – 3           | Violette                                    | Estadio Cibao FC                           |                                            |
| 20:00 UTC−4 | 20:00 UTC−4 | Andre Moulton 8′ | (1 – 1) Rapport | 21′ Roberto Louima 75′, 87′ Stevenson Jeudi | Santiago Domare: Melvin Herrera (Honduras) | Santiago Domare: Melvin Herrera (Honduras) |
| 20:00 UTC−4 | 20:00 UTC−4 |                  |                 |                                             | Santiago Domare: Melvin Herrera (Honduras) | Santiago Domare: Melvin Herrera (Honduras) |
| 20:00 UTC−4 | 20:00 UTC−4 |                  |                 |                                             | Santiago Domare: Melvin Herrera (Honduras) | Santiago Domare: Melvin Herrera (Honduras) |

### Bronsmatch
Vinnaren kvalificerar sig för Concacaf League 2022, förloraren fick spela playoff mot vinnaren av Caribbean Club Shield 2022 om en plats i Concacaf League 2022.
|             | 22 maj 2022 | Atlético Vega Real                                                 | 1 – 1                      | Waterhouse                                                       | Estadio Cibao FC                                               |                                                                |
| 17:00 UTC−4 | 17:00 UTC−4 | Mauro Gómez 7′                                                     | (1 – 0) Rapport            | 49′ Cardel Benbow                                                | Santiago Domare: Moeth Gaymes (Saint Vincent och Grenadinerna) | Santiago Domare: Moeth Gaymes (Saint Vincent och Grenadinerna) |
| 17:00 UTC−4 | 17:00 UTC−4 |                                                                    |                            |                                                                  | Santiago Domare: Moeth Gaymes (Saint Vincent och Grenadinerna) | Santiago Domare: Moeth Gaymes (Saint Vincent och Grenadinerna) |
| 17:00 UTC−4 | 17:00 UTC−4 | Jarol Herrera Jose Manuel Jaquez Domingo Peralta Alexander Jimenez | Straffsparksläggning 3 – 1 | Shaquille Bradford Keithy Simpson Cardel Benbow Stephen Williams | Santiago Domare: Moeth Gaymes (Saint Vincent och Grenadinerna) | Santiago Domare: Moeth Gaymes (Saint Vincent och Grenadinerna) |

### Final
Vinnaren kvalificerar sig för Concacaf Champions League 2023, förloraren kvalificerade sig för Concacaf League 2022.
|             | 22 maj 2022 | Cibao                                                                                  | 0 – 0                      | Violette                                                          | Estadio Cibao FC                                    |                                                     |
| 20:00 UTC−4 | 20:00 UTC−4 |                                                                                        | Rapport                    |                                                                   | Santiago Publik: 3 204 Domare: Reon Radix (Grenada) | Santiago Publik: 3 204 Domare: Reon Radix (Grenada) |
| 20:00 UTC−4 | 20:00 UTC−4 |                                                                                        |                            |                                                                   | Santiago Publik: 3 204 Domare: Reon Radix (Grenada) | Santiago Publik: 3 204 Domare: Reon Radix (Grenada) |
| 20:00 UTC−4 | 20:00 UTC−4 | Juan David Diaz Sanchez Charles Herold Jean Carlos López Eric Cristaldo Carlos Heredia | Straffsparksläggning 3 – 4 | Steeven Saba Elyvens Déjean Jean Junior Vedrine Sheelove Archelus | Santiago Publik: 3 204 Domare: Reon Radix (Grenada) | Santiago Publik: 3 204 Domare: Reon Radix (Grenada) |

## Playoff
Som förlorare av bronsmatchen fick Waterhouse spela playoff mot vinnaren av Caribbean Club Shield 2022 om en plats i Concacaf League 2022.
|             | 25 maj 2022 | Waterhouse                                      | 4 – 0           | Bayamón | Estadio Cibao FC                                                                  |                                                                                   |
| 17:00 UTC−4 | 17:00 UTC−4 | Stephen Williams 67′ Andre Leslie 78′, 84′, 87′ | (0 – 0) Rapport |         | Santiago (Dominikanska republiken) Domare: Ken Pennyfeather (Antigua och Barbuda) | Santiago (Dominikanska republiken) Domare: Ken Pennyfeather (Antigua och Barbuda) |
| 17:00 UTC−4 | 17:00 UTC−4 |                                                 |                 |         | Santiago (Dominikanska republiken) Domare: Ken Pennyfeather (Antigua och Barbuda) | Santiago (Dominikanska republiken) Domare: Ken Pennyfeather (Antigua och Barbuda) |
| 17:00 UTC−4 | 17:00 UTC−4 |                                                 |                 |         | Santiago (Dominikanska republiken) Domare: Ken Pennyfeather (Antigua och Barbuda) | Santiago (Dominikanska republiken) Domare: Ken Pennyfeather (Antigua och Barbuda) |